# Polo & Pan
Polo & Pan es un dúo musical francés fundado por Paul (Polocorp) Armand-Delille  y Alexandre (Peter Pan) Grynszpan  en 2013. 
Su estilo bien particular y reconocible es una mezcla de música electrónica, música tropical y música del mundo.

## Historia
El grupo debuta como un dúo de DJs électro compuesto de "Polocorp" (Paul Armand-Delille) y "Peter Pan" (Alexandre Grynszpan), quienes han tenidos carreras en solitario en París, sobre todo Le Barón, donde se conocieron, en 2012. Comenzaron a mezclar canciones antes de ponerse progresivamente a componer y editar, en 2012, su premier EP, Rivolta, rápidamente seguido de un segundo, Dorothy (Hamburger Récords / Ekler'o'shock).
En 2016, su EP Canopée (y el sencillo homónimo con voz de Armand Penicaut y de Victoria Lafaurie) tiene un fuerte éxito. Es producido por Raphaël Hamburger (Hamburger Récords) y Matthieu Gazier (Ekler'O'shock).
Entre sus influencias, citan Maurice Ravel, Giorgio Moroder, Air, Vladimir Cosma, Jacques, Flavien Pastor, L'Impératrice, e incluso Pilooski, LCD Soundsystem.
En 2017, realizan una primera colaboración con Jacques. La pista está titulada Jacquadi y el clip está realizado por Vincent Castant. El 19 de mayo, el dúo lanzó su primer álbum Caravelle, del cual salió el sencillo Cœur Croisé, acompañado de un videoclip. El álbum fue un éxito para la crítica, aclamado, entre otros por Julien Baldacchino de Francia Inter, Los Inrocks o incluso Modernists.
El verano de 2018 fue bastante prolífico para el dúo: el álbum Caravelle (Deluxe), reedición, salió el 12 de julio de 2018. El EP Mexicali se dio a conocer a finales de octubre. Una gira mundial tuvo lugar de septiembre a diciembre de 2018.
En julio de 2019, el álbum Caravelle fue certificado Gold France y disco de exportación. El sencillo Nanã también está certificado como de oro.

## Discografía

### Álbumes de estudio
- 2017: Caravelle
- 2020: Feel Good
- 2021: Cyclorama
- 2025: 22:22

### EPs
- 2013: Rivolta (EP)
- 2014: Dorothy (EP)
- 2015: Plage Isolée (EP)
- 2018: Mexicali (Remixes)
- 2019: Gengis (EP)
- 2020: Feel Good (EP)

### Sencillos
- 2013: «Rivolta»
- 2014: «Dorothy»
- 2015: «Plage Isolée»
- 2016: «Canopée»
- 2016: «Nanã»
- 2016: «Bakara»
- 2017: «Jacquadi»
- 2017: «Cœur Croisé»
- 2017: «Zoom Zoom»
- 2017: «Mexicali»
- 2017: «Aqualand»
- 2018: «Arc-en-Ciel»
- 2019: «Gengis»
- 2020: «Feel Good»
- 2020: «Pili Pili»
- 2020: «Attrape Rêve»
- 2020: «Peter Pan»
- 2021: «Ani Kuni»
- 2025: «Disco Nap» ft. Metronomy